# Siili (entreprise)

Siili Solutions Oyj est une entreprise de services informatiques finlandaise fondée en 2005.
Siili Solutions est cotée à la Bourse d'Helsinki depuis le 15 octobre 2012.

## Présentation
Les principaux clients de Siili Solutions sont les entreprises, les organismes gouvernementaux et les administrations municipales. Les clients opèrent principalement dans les secteurs suivants: finance, administration publique, télécommunications, médias, industrie et services.
Les clients de Siili Solutions citons, entre autres le Groupe OP, Nokia, le ministère de l'Agriculture et des Forêts, Eläketurvakeskus, Kone et Elisa.

## Organisation
Siili Solutions à des bureaux en Finlande, en Pologne, en Allemagne et aux États-Unis:
- Espoo
- Helsinki
- Oulu
- Seinäjoki
- Tampere
- Wroclaw
- Szczecin
- Berlin
- Stuttgart
- Detroit

## Histoire
La croissance rapide s'explique en partie par plusieurs acquisitions de Siili Solutions:  Solagem en 2007, Complit en 2009, DevTrain en 2010, Fusion en 2012, Comvise en 2013, CodeBakers et Avaus Consulting en 2014,.
Après quelques années de pause, Siili Solutions a poursuivi ses acquisitions en 2017 en acquérant Omenia, Stormbit et Comia,,.

## Actionnaires
Au 29 février 2020, les cinq plus grands actionnaires de Siili Solutions sont:
| Actionnaire     | Actions | %     |
| --------------- | ------- | ----- |
| 1. Erina Oy     | 816 000 | 11,66 |
| 2. Elo          | 695 000 | 9,93  |
| 3. Lamy Oy      | 612 740 | 8,75  |
| 4. Ilmarinen oy | 323 000 | 4,61  |
| 5. Varma        | 254 284 | 3,63  |